# Los errores de la nueva economía
Los errores de la nueva economía (en inglés, The Failure of the "New Economics") es un libro de 1959 escrito por Henry Hazlitt, donde ofrece una crítica detallada de la obra de John Maynard Keynes, Teoría general del empleo, el interés y el dinero, publicada en 1936.

## Resumen
Hazlitt se embarcó en este proyecto porque, desde su perspectiva, aunque existen críticas general a Keynes y su "Teoría General", ningún crítico hasta la fecha había completado un análisis a detalle de la obra.

## Recepción
El editor John Chamberlain revisó Los errores de la nueva economía en The Freeman, y a la luz de su naturaleza heterodoxa y controvertida tituló su artículo, Ellos Nunca Escucharán El Final, escribiendo:

El señor Hazlitt retoma la Teoría General línea por línea y párrafo por párrafo, descubriendo decenas de errores en casi todas las páginas. No sólo asesina a Keynes; él además corta el cadáver en pequeños pedazos y estampa cada uno en la tierra.

El economista Ludwig von Mises calificó la obra como "una crítica devastadora a las doctrina keynesianas".
El crítico Joseph McKenna comenta que Hazlitt es "extremadamente injusto" en comparar las declaraciones de los hechos de Keynes a eventos históricos más recientes que la Teoría General, y que Hazlitt rechaza la suma y fórmulas matemáticas y las tacha de imperfectas, mientras que la interrogante es, "si la aproximación es suficientemente acertada para agregar algo a nuestro entendimiento".
El economista keynesiano Abba P. Lerner acusó en un artículo de análisis a Hazlitt de asumir un mundo de pleno empleo donde los salarios podrían cambiar rápidamente y en grandes cantidades.

Lo que Hazlitt no logra ver es que para curar una depresión general mediante una caída de los salarios, la caída de los salarios debe estar relacionada no con el precio del producto (ya que eso también caerá, y puede caer más o menos que los salarios), sino a la reserva de dinero en la economía. Los salarios y los precios deben caer en la medida que haga que la reserva de dinero sea lo suficientemente grande en términos reales (es decir, con salarios y precios monetarios más bajos) para lograr los aumentos requeridos en la demanda real.

 Una pista de esto se encuentra en una acotación de la página 397 (a propósito de una discusión sobre la acusación de que Keynes al final se arrepintió de sus pecados, de lo cual me alegra decir que Hazlitt se abstiene). Aquí Hazlitt dice: "Todo lo que se necesita para curar el desempleo debido a las tasas salariales excesivas son los recortes salariales individuales (no necesariamente generales o uniformes) lo suficientemente grandes como para destruir la convicción o el temor de que pueda haber aún más recortes por venir." (cursiva de Hazlitt). Puede ser una sorpresa para Hazlitt que los economistas keynesianos, e incluso el propio Keynes, estarían de acuerdo en que si se cumplieran las condiciones en cursiva, que si los salarios cayeran lo suficientemente rápido como para que los precios cayeran hasta el punto en que la demanda total sea suficientemente grande con la reserva existente de dinero suficiente para así proporcionar pleno empleo: la economía keynesiana sería bastante innecesaria. Para que la lección dos siga, Hazlitt debe hacer el esfuerzo (mucho más fácil que el safari para discapacitados en la jungla keynesiana reportado en su libro) de suponer que no es realista en una depresión general esperar que los salarios y los precios caigan rápidamente al nivel que destruiría la expectativa de nuevos recortes, de modo que esperar el equilibrio de laissez faire implicaría sufrir una depresión larga y severa. Entonces podría ver cierta cordura en la acción de aumentar la demanda real al aumentar el flujo de dinero nominal en lugar de sufrir la depresión necesaria para forzar la caída de los salarios y los precios del dinero necesarios para provocar el mismo aumento en la demanda real.